# 贝茨·塞特贝里
贝茨·塞特贝里（瑞典語：Bertz Zetterberg，1930年11月23日—2011年4月2日），瑞典男子冰球运动员，场上位置是后卫。他曾代表瑞典国家队参加1956年冬季奥林匹克运动会冰球比赛，获得第4名。